# Madeleine Hartog Bell
Madeleine Hartog Bell (Arequipa, 11 de janeiro de 1946) é uma modelo e rainha da beleza do Peru que venceu o concurso de Miss Mundo 1967.  
Ela, que tinha 21 anos na época, foi a primeira de seu país a conseguir este título.

## Biografia
Madeleine foi secretária e modelo, inclusive da Ford, no Peru e em Paris antes de participar dos concursos de beleza.

## Participação em concursos de beleza
Madeleine foi semifinalista (Top 15) no Miss Universo 1966 e, em 1967, no Lyceum Theatre em Londres, derrotando outras 54 concorrentes, ficou com a coroa de Miss Mundo 1967.

### Reinado
Em dezembro de 1967, ela acompanhou Bob Hope, apresentador do concurso Miss Mundo, ao Vietnã, para visitar as tropas engajadas na Guerra do Vietnã. Meses depois, em 1968, ela chamou atenção durante o VIII Festival de la Marinera en Trujillo, no norte do Peru, ao dançar uma "marinera de salón".

## Vida após os concursos de beleza
Madeleine viveu em Paris, onde se casou e teve uma filha.